# Разновидности на арабския език
Съществуват много разновидности на арабския език (диалекти или други) в рамките на пет регионални форми. Самият арабски език, който принадлежи към семитската група, се заражда на Арабския полуостров. Най-големите разделения настъпват между разговорните езици в различните региони. Например някои разновидности на арабския в Северна Африка ще бъдат неразбираеми за говорещите езика в Левант или Персийския залив. Освен тези, има и други разновидности на езика в държавите, а дори и в градовете и селата.
Друга съществена разлика има между значително разминаващите се разговорни разновидности, използвани в почти всички видове ежедневни ситуации, и официалния език, използван предимно в писмената или подготвената реч. Преобладаващата регионална разновидност се учи като майчин език, а официалният се учи впоследствие в училище. Самият официален език също варира между модерната си итерация (често наричана Стандартен арабски) и Класическия арабски, който служи като нейна основа.
Съществуват допълнителни различия в речта в градовете и селата, религиозните и етнически групи и социалните класи. Често говорещите арабски могат да се приспособят към много начини на говор, според контекста и намеренията си, например да говорят с хора от различни региони, за да демонстрират нивото си на образованост.

## Регионални разновидности
Най-големите разновидности в арабския са тези между регионалните езикови групи:
- Южната арабска група включва:

Бахрейнски арабски
Барикски арабски
Заливски арабски
Наджидски арабски
Омански арабски
Хиджашки арабски
Хадрамски арабски
Саудитски арабски
Шихиски арабски
Дофарийски арабски
Йеменски арабски
Тихамийски арабски
- Магребската група включва:

Марокански арабски
Тунизийски арабски
Алжирски арабски
Либийски арабски
Хасания
Сахарски арабски
- Суданската група включва:

Судански арабски
Чадски арабски
- Левантийската група включва:

Левантийски арабски
Сирийски арабски
Северносирийски арабски
Кипърски арабски
Ливански арабски
Йордански арабски
Палестински арабски
Източноегипетски
- Египетската група включва:

Египетски арабски
Саидски арабски
- Иракската група включва:

Иракски арабски
Северномесопотамски арабски
- Андалузийската група:

включва разновидности на диалекта из Пиренейски полуостров
Тези големи регионални групи не съответстват на границите на съвременните държави. В западните части на Арабския свят разновидностите се наричат الدارجة ал-дарижа, а в източните — العامية ал-'амия. Някои от тези разновидности са взаимно неразбираеми от другите, поради големите разстояния и създадените различия във фонологията. Разновидностите на запад от Египет са особено различни и египтяните твърдят, че имат трудности в разбирането на северноафриканските араби, които от своя страна разбират другите говорещи само благодарение на широката популярност на египетския арабски и, в по-малка степен, на ливанската медия. Фактор за диференциацията на разновидностите е влиянието на други езици, говорени по-рано в дадените региони, например коптски в Египет, берберски в Северна Африка и арамейски в Левант. 

Съвременните езици осигурили значителен брой нови думи и до голяма степен са повлияли на произношението и словореда. Примери за това са турският и английският в Египет, френският в Северна Африка и Сирия и английският и иврит в Израел. Въпреки това, много по-съществен фактор за всичките пет диалектни групи е, подобно латинския в романските езици, задържането (или промяната в значението) в класическата форма на Фуша, използван в Корана.

### Примери за големи регионални разновидности
Следващият пример ще илюстрира приликите и разликите между книжовния, стандартен език и някои големи градски диалекти:
| Разновидност | Много обичам да чета.              | Когато отидох до библиотеката,   | намерих само тази стара книга.         | Исках да прочета книга за историята на жените във Франция.        |
| ------------ | ---------------------------------- | -------------------------------- | -------------------------------------- | ----------------------------------------------------------------- |
| Стандартен   | ʾanā ʾuḥibbu l-qirāʾahta kaṯīran   | ʿindamā ḏahabtu ʾila l-maktabati | lam ʾaǧid siwā hāḏā l-kitābi l-qadīm   | wa kuntu ʾurīdu an ʾaqraʾa kitāban ʿan tārīḫi l-marʾah fī-farānsā |
| Тунизийски   | ēne nħibb il-qrēya barʃa           | waqtelli mʃīt l il-maktba        | ma-lqīt kēn ha l-ktēb l-qdīm           | u kunt nħibb naqra ktēb ʕala tērīx l-mra fi frānsa                |
| Марокански   | ana ʕziz ʕlija bzzaf nqra          | melli mʃit l-maktaba             | ma-lqit-ʃ men-ɣir had l-kteb l-qdim    | kent baɣi nqra ktab ʕla tarix l-ʕjalat f-fransa                   |
| Египетски    | ana baħebb el-ʔerāya ʔawi          | lamma roħt el-maktaba            | ma-lʔet-ʃ ella l-ketāb el-ʔadīm da     | w-ana kont ʕāyez aʔra ketāb ʕan tarīx es-settāt fe faransa        |
| Ливански     | ktīr bħibb il-ʔirēye               | lamma reħit ʕal-maktebe          | ma lʔēt illa hal-i-ktēb li-ʔdīm        | wi kēn beddi ʔra ktēb ʕan tērīx l-mara b-frēnse                   |
| Иракски      | āni aħibb el-qrāya kulliʃ          | min reħit il-maktaba             | ma ligʲēt ħaʃa hāða l-iktāb el-ʔāskī   | redet aqra ktāb ʕan tarīx l-imrāyāt eb-fransa                     |
| Кувейтски    | ʔāna wāyed aħibb agrā              | lamman reħt el-maktaba           | ma ligēt illa hal ketāb al-qadīm       | kent abī agra ketāb ʕan tarīx el-ħarīm eb-fransa                  |
| Хиджашки     | ana aħubb al-ɡirāja kaθīr          | amma roħt el-maktaba             | ma laɡēt ɣēr hāða l-kitāb al-ɡadīm     | w-ana kont abɣa aɡra ktāb ʕan tarīx al-ħarīm fe faransa           |
| Йеменски     | 'ʔana bajn aˈħibb el-geˈrāje ˈgawi | ˈħīn ˈsert saˈlā el-ˈmaktabe     | ma leˈgēt-ʃ ˈðajje al-keˈtāb el-gaˈdīm | kont ˈaʃti ˈʔagra keˈtāb ʕan taˈrīx al-ˈmare wastˤ faˈrānsa       |

Някои лингвисти твърдят, че разновидностите на арабския са достатъчно различни, за да бъдат отделни езици, както френския и италианския или немския и нидерландския. Въпреки това, както посочва Рийм Басиуни, може би разликата между „език“ и „разновидност“ са до известна степен политически, вместо лингвистични.

## Официална и неофициална реч
Друг начин, по който разновидностите на арабския се различават е, че някои са официални, а други – неофициални, т.е. разговорни. Има две официални разновидности или اللغة الفصحى ал-луг'а ал-фусха. Единият от тях, а именно стандартният арабски, се използва в литературата и медиите. Другият, класическия арабски, е езикът на Корана. Той се използва рядко, освен ако не се цитира Корана или по-стари текстове. Съвременният арабски е умишлено разработен през XIX в. като модернизираната версия на класическия арабски.
Хората често използват както официален, така и разговорен арабски. Например интервюиращите използват стандартен арабски, когато задават подготвени въпроси, след което преминават към разговорния вариант, за да добавят спонтанен коментар или отговор на въпрос. Днес дори и най-малко образованите граждани са изложени на стандартния вариант на езика чрез масовата медия и са затова са склонни да използват елементи от него. (Това е пример на това, което лингвистите наричат „диглосия“).

## Класификация

### Доислямски разновидности
- Стар северноарабски език
  - северноарабски диалекти – Аднан
  - западноарабски диалекти – Хиджаз
  - източноарабски диалекти – основен източник на класическия арабски
  - южноарабски диалекти
- Класически арабски

### Съвременни разновидности

#### Северни разновидности
Северните разновидности са повлияни от арамейския език
- Левантийски арабски
  - Севернолевантийски арабски
    - Северносирийски арабски

  - Южнолевантийски арабски
    - Сирийски арабски
    - Йордански арабски
    - Палестински арабски
    - Ливански арабски

  - Кипърски арабски
  - Източноегипетски арабски
- Месопотамски арабски

#### Централни разновидности
Централните разновидности са повлияни от коптския език, говорен в Нубия.
- Египетски арабски
- Саидски арабски
- Судански арабски

#### Западни разновидности
Западните разновидности са повлияни от берберските и романските езици.
- Магрибски арабски
  - Марокански арабски
  - Алжирски арабски
  - Тунизийски арабски
  - Либийски арабски
  - Сахарски арабски
  - Хасания
  - Андалузийски арабски

#### Южни разновидности
Южен арабски
- Заливски арабски
- Бахрейнски арабски
- Наджидски арабски
- Хиджашки арабски
- Йеменски арабски
- Дофарийски арабски
- Омански арабски
- Шихиски арабски